# محاكمات سحرة نافارا (1525–1526)
جرت محاكمات سحرة نافارا في جبال البيرينيه في مملكة نافارا في 1525-1526م. لقد كان حدثًا مهمًا في علاج قضايا السحر في إسبانيا، حيث أدى إلى صدور قرار من محاكم التفتيش الإسبانية بشأن كيفية إجراء محاكمات السحرة.

## المحاكمات
في عام 1525م، أرسل مجلس نافارا مفوضًا خاصًا لتفقد المناطق الجبلية في جبال البرانس الشمالية الشرقية في نافارا، "حيث لم يعرفوا لفترة طويلة ما تعنيه العدالة الزمنية أو الروحية". أحضر المفوض "فتاتين ساحرتين تعرفان كيفية اكتشاف السحرة"، شقيقتان تبلغان من العمر تسعة وأحد عشر عامًا. وخلال الجولة التفقدية للمفوض، قامت الفتاتان بتفتيش أهالي القرية بحثاً عن علامات "علامة الشيطان" في عيونهم.
أدى هذا إلى عدد من محاكمات السحرة. قام المفوض باعتقال وإعدام عدد غير معروف من الأشخاص بتهمة ممارسة السحر في خمسة أماكن مختلفة. لقد اشترى قداسًا للممتلكات التي تم مصادرتها من المحكوم عليهم ليطلب بركة الله لمهمته.
لكن مطاردة الساحرات في نافاريس أثارت تدخل المجلس الأعلى لمحاكم التفتيش الإسبانية . في أغسطس 1525م ، مُنحت محاكم التفتيش الولاية القضائية على مطاردة الساحرات، وتم تسليم 30 شخصًا متهمين بممارسة السحر إليهم. كما أصروا على فحص محاكمات السحرة الجارية.
في ديسمبر 1525م ، أصدرت محاكم التفتيش الإسبانية مبادئ توجيهية حول كيفية التعامل مع محاكمات السحرة. وحذرت المبادئ التوجيهية من التشكيك في التعويذات التي تسببت في معظم الاتهامات وأحكام الإعدام، وحظرت مصادرة ممتلكات أي شخص مدان بممارسة السحر،[بحاجة لمصدر] احتفظت لمحاكم التفتيش بالحق في محاكمة السحرة، وأولت اهتمامًا أكبر "لإعادة تعليم" السحرة بدلاً من إصدار أحكام الإعدام.

## ما بعد الكارثة
تم اتباع المبدأ التوجيهي "لإعادة تثقيف" السحرة بدلاً من إعدامهم من قبل محاكم التفتيش الإسبانية في قضايا السحر من عام 1526م حتى محاكمات السحرة الباسكية في عام 1609م ؛ خلال تلك الفترة، تم إعدام العديد من الأشخاص من قبل محاكم التفتيش في إسبانيا، وخاصة في نافارا، ولكن بتهمة الهرطقة وليس بسبب السحر. في عام 1527م، بقيادة المحقق أفيلانيدا، الذي كان يعمل في نفس الوديان التي عاقبها نائب المجلس الملكي نافاري في عام 1525م (سالازار، إيرونكاري)، مما أدى إلى حرق ما يقرب من 80 شخص من السكان بالنار بتهمة الهرطقة.
ومع ذلك، كانت عمليات الإعدام بالسحر نادرة، وكان من المقرر أن تمر خمسون عامًا حتى تتم عملية إعدام أخرى. في عام 1575م، أعدمت المحاكم العلمانية ماريا يوهان بتهمة السحر، مما أدى إلى محاكمات السحرة في نافارا (1575-1576)م مع خمسين ساحرًا متهمًا، وهي مطاردة للساحرات نجحت محاكم التفتيش في إيقافها دون تنفيذ المزيد من عمليات الإعدام. لم تسمح محاكم التفتيش مرة أخرى بتنفيذ عمليات إعدام السحر إلا بعد محاكمات ساحرة الباسك في عام 1609م، وكان من المقرر أيضًا أن تكون الأخيرة.
لم تنجح محاكم التفتيش الإسبانية دائمًا في منع المحاكم العلمانية من التعامل مع قضايا السحر، وأدى الفشل في ذلك إلى حملة مطاردة كبيرة للساحرات في كاتالونيا في الفترة من 1618م إلى 1622م ، راح ضحيتها حوالي مائة ضحية حتى تم إخضاعها. بعد عام 1622م ، تضاءلت محاكمات السحرة في إسبانيا حتى منتصف القرن السابع عشر.

## أنظر أيضا
- الغزو الإسباني لنافارا الأيبيرية